# Сызрань (городской округ)
Сызрань  — административно-территориальная единица (город областного значения), в рамках которой создано муниципальное образование городской округ Сызрань в Самарской области Российской Федерации.
Административный центр округа — город Сызрань.
Расположен в западной части Самарской области.

## Население
| 2002     | 2008     | 2010     | 2011     | 2012     | 2013     | 2014     | 2015     | 2016     |
| -------- | -------- | -------- | -------- | -------- | -------- | -------- | -------- | -------- |
| 188 107  | ↘179 663 | ↘179 558 | ↘179 493 | ↘178 711 | ↘177 699 | ↘176 853 | ↘176 004 | ↘175 327 |
| 2017     | 2018     | 2019     | 2020     | 2021     | 2025     |          |          |          |
| ↘174 023 | ↘172 070 | ↘169 444 | ↘167 858 | ↘166 498 | ↘160 329 |          |          |          |

## Состав
Город областного значения и городской округ включает населённые пункты:
| № | Населённый пункт | Тип населённого пункта        | Население |
| - | ---------------- | ----------------------------- | --------- |
| 1 | Елизарово        | посёлок                       | 201       |
| 2 | Сызрань          | город, административный центр | ↘159 587  |
| 3 | Кашпир           | село                          | 607       |
| 4 | Фомкины Сады     | посёлок                       | 0         |